# SKS Starogard Gdański
Pour les articles homonymes, voir Gdanski.
Le SKS Starogard Gdański (ou Polpharma Starogard Gdański), est un club polonais de basket-ball basé dans la ville de Starogard Gdański. Le club évolue en deuxième division du championnat polonais.

## Palmarès
- Vainqueur de la Coupe de Pologne : 2011
- Finaliste de la Coupe de Pologne : 2006

## Entraîneurs successifs
- Depuis ? : Tomasz Janksowski